# Ben Youssef Méité
Ben Youssef Méité (Séguéla, 11 november 1986) is een Ivoriaans sprinter, die gespecialiseerd is in de 100 m. Hij nam tweemaal deel aan de Olympische Zomerspelen.

## Biografie
Méité wordt in 2010 Afrikaans kampioen op de 100 meter in een tijd van 10,08 seconden. In 2012 wordt hij Afrikaans kampioen op de 200 meter. Later dat jaar kan hij zich kwalificeren voor de Olympische Zomerspelen in Londen. Méité was de Ivoriaanse vlaggendrager tijdens de openingsceremonie. Hij haalde de halve finale op de 100 meter waarin hij wordt uitgeschakeld. In zijn halve finale eindigt hij 5e in een tijd van 10,13, goed voor de 16e tijd.  Tijdens de Afrikaanse Spelen van 2015 in Congo-Brazzaville is Méité de snelste in de finale van de 100 meter. Samen met Christopher Naliali, Hua Wilfried Koffi en Arthur Cisse Gue wint Méité ook de finale van de 4x100 meter. 
In 2016 is Méité opnieuw de snelste in de finale van de 100 meter op de Afrikaanse kampioenschappen. Later dat jaar neemt hij opnieuw deel aan de Olympische Spelen in Rio de Janeiro. Hij haalde de finale en behaalde hier een zesde plaats in 9,94 s, een Ivoriaans record.

## Titels
- Afrikaans kampioen 100 m - 2010, 2016
- Afrikaans kampioen 200 m - 2012

## Persoonlijke records
Outdoor
| Onderdeel | Prestatie | Datum            | Plaats         |
| --------- | --------- | ---------------- | -------------- |
| 100 m     | 9,96 s    | 14 augustus 2016 | Rio de Janeiro |
| 200 m     | 20,37 s   | 5 oktober 2009   | Beiroet        |

Indoor
| Onderdeel | Prestatie | Datum           | Plaats     |
| --------- | --------- | --------------- | ---------- |
| 50 m      | 5,80 s    | 3 februari 2011 | Saskatoon  |
| 60 m      | 6,61 s    | 10 maart 2011   | Sherbrooke |

## Palmares

### 60 m
- 2010: 4e in reeksen WK Indoor - 6,76 s
- 2012: 6e in ½ fin. WK Indoor - 6,71 s

### 100 m
- 2005:  Jeux de la Francophonie - 10,08 s
- 2009:  Jeux de la Francophonie - 10,15 s
- 2009: 4e in reeksen WK - 10,41 s
- 2010:  Afrikaanse kamp. - 10,08 s
- 2011: 6e in reeksen WK - 10,45 s
- 2011:  Afrikaanse Spelen - 10,28 s
- 2012: 5e in ½ fin. OS - 10,13 s
- 2015:  Afrikaanse Spelen - 10,04 s
- 2015: 6e in ½ fin. WK - 10,17 s
- 2016:  Afrikaanse kamp. - 9,95
- 2016: 6e OS - 9,96 s (NR)

### 200 m
- 2005:  Jeux de la Francophonie - 20,99 s
- 2009:  Jeux de la Francophonie - 20,37 s (NR)
- 2009: 7e in ¼ fin. WK - 20,78 s
- 2010:  Afrikaanse kamp. - 20,39 s
- 2011:  Afrikaanse Spelen - 20,76 s
- 2011: 5e in reeksen WK - 20,97
- 2012:  Afrikaanse kamp. - 20,62 s

### 4x 100 m
- 2015:  Afrikaanse Spelen - 38,93 s
- 2016:  Afrikaanse kamp. - 38,98 s